# Битка код Мамеса
Битка код Мамеса одиграла се 688. године између арапских муслиманскох снага Омејадског калифата и Бербера предвођених Кусајлом краљем Алтаве.

## Позадина
Арапски генерал Укба ибн Нафи предводио је своје људе у походима широм Африке, након што је успео да стигне до Атлантског океана наставио је марш на југ уз токове река Драа и Сус. Приликом свог повратка на исток, упао је у заседу коју су му поставили византијско-берберски савезници предвођени Кусаилом у бици код Вескера у којој је побеђен и на крају убијен 682. године. Кусаило који је у то време имао неприкосновену власт над подручјем северне Африке одмарширао је побединички до града Керуна.
Када је Абд ел Малик постао калиф, показао се као врло способан владар који је вишеструко увећао величину свог царства. Због тога је, издао наређење Зухаир ибн Кајсу који је био распоређен код града Барка да поведе снаге и да преотме Ифрикију заједно са њеном престоницом Керуном.
У циљу организовања јачег отпора, Кусаило је заузео позиције у планинама Аурес на које би се у случају пораза могао повући, док је муслимански предводник Зуахир, одлучио да се улогори ван Керуна близу изворишта воде.
Након тешке борбе у долини Мамаса, арапски нападачи на крају су успели да поразе снаге одбране и да убију њиховог легендарног краља Кусаила.

## Последице
Арапски вођа Зуахир се заједно са својим снагама вратио назад у град Барку како би се борио са надолазећим византијским снагама. Надолазећи византијски бродови пристигли су са великим бројем војника што им је омогућило да поразе и убију Зуахира.
Дихија је наследила Кусаила на месту ратног вође берберских племена и супротставила се надирућим исламским војскама Омејадске династије. Други арапски војсковођа Хасан ибн Нуман започео је марш из Египта и успео да заузме главни византијски град на том подручју Картагину, као и још неке градове након битке за Картагину. Нашавши се у потрази за непријатељем кога би могао победити, њему је речено да је најмоћнији владар у Северној Африци управо Дихија, па је према томе отпочео свој марш у Нумидију. Војске су се сусреле у близини Мескиане, иначе у данашњој Алжирској провинцији Оум Ел Буаги. Она је успела да победи Хасана тако убедљиво да је он одмах побегао у Ифрикију, одакле је сатеран у Киренајку где провео наредних пет година.